# Здислава Лемберкская
Здислава Лемберкская (чеш. Zdislava z Lemberka), урождённая Здислава Берка (чеш. Zdislava Berka; ок. 1220—1252) — чешская католическая святая; приходилась супругой чешскому пану Гавелу из Лемберка. Известна как строгая, но щедрая женщина, основавшая монастырь.

## Биография
Здислава родилась в моравской семье в местечке Кршижанов (ныне район Ждяр-над-Сазавоу), дочь моравского феодала Пршибыслава из Кршижанова. Была необычайно набожной девочкой, в возрасте 7 лет сбежала в лес с намерениями жить в одиночестве, как отшельница, и молиться. Насильно была возвращена в семью с обязательством жить обычной жизнью. Вышла замуж за чешского феодала Гавела из Лемберка (Галлус Лембергский), представителя рода Марквартовичей, основателя замка Лемберк, а также городов Яблонне-в-Подьештеди и Габельшвердта (ныне Быстржица-Клодзка). В браке родилось четверо детей.
После замужества Здислава продолжила жить в духе аскетизма, неустанно трудясь ради бедных и немощных и, как было в то время необычно, постоянно принимая Евхаристию. Во время Западного похода монголов многие люди покинули свои дома в поисках убежища, и многие из них нашли приют и кров в Лемберкском замке в Северной Богемии, где жила Здислава со своей семьёй. Та помогла принять и помочь стольким беженцам, скольким это было возможно.
Муж Здиславы, Гавел из Лемберка, был обеспокоен чрезмерной благотворительностью и щедростью своей супруги к беженцам. Однажды он решил лечь в постель, которую Здислава приготовила для больного лихорадкой, однако обнаружил там распятие. Согласно летописям, Гавел был так впечатлён случившимся, что позволил своей супруге основать доминиканский монастырь в Турнове. Здислава служила там до конца своих дней и была там похоронена.

## Прославление

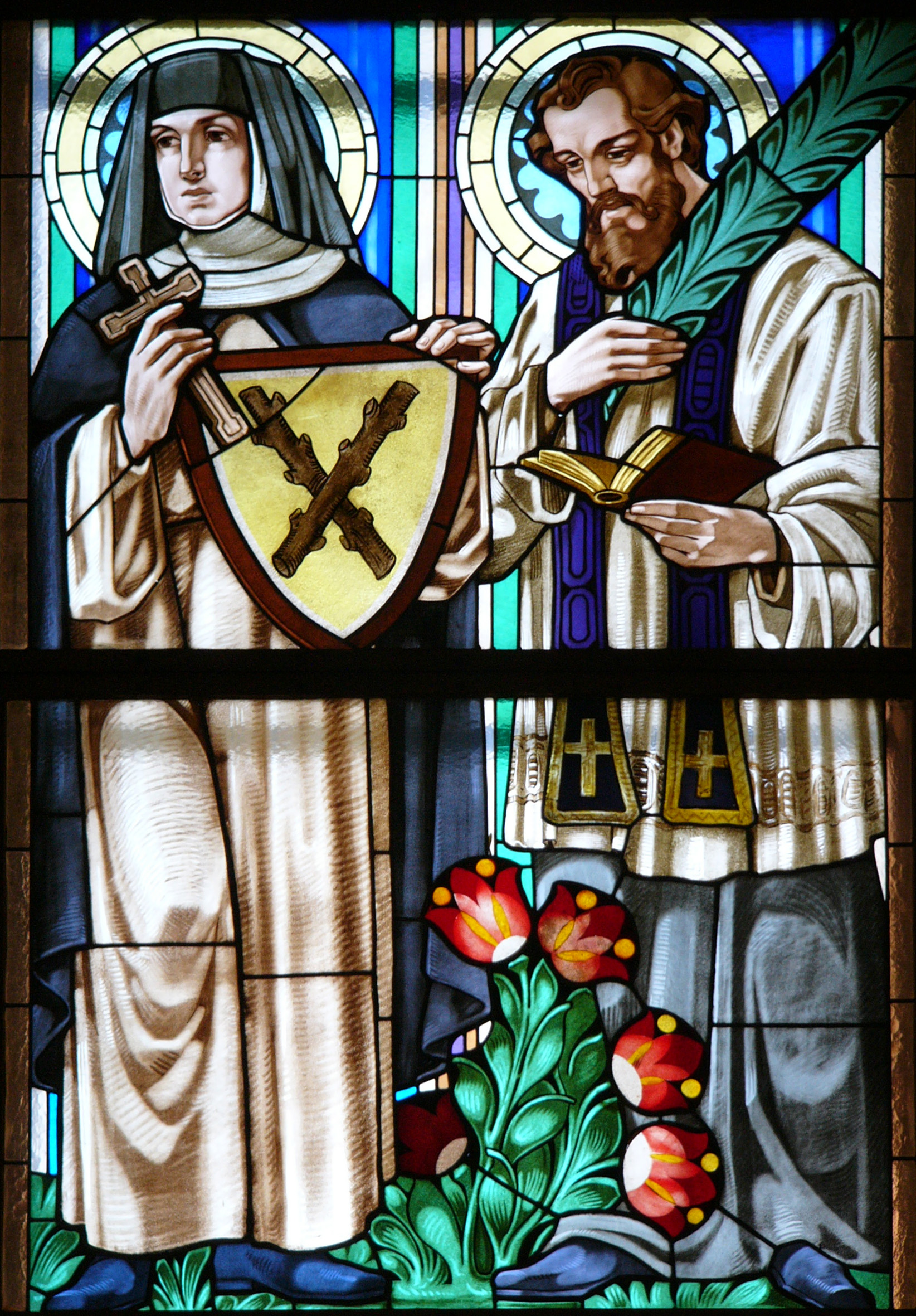
Витраж с изображением Здиславы Лемберкской и Яном Саркандером в соборе в Оломоуце

По летописным источникам, Здислава являлась своему мужу после своей кончины. В 1907 году прославлена папой римским Пием X, в 1995 году в Оломоуце канонизирована вместе с Яном Саркандером папой римским Иоанном Павлом II. Изображается как доминиканская монахиня с распятием, обмотанным розами, или лежащая на ложе больного человека. Покровитель лиц, живущих в трудном браке, и людей, осмеиваемых за своё благочестие.
В телепроекте «Величайший чех» 2005 года, выпущенном Чешским телевидением, заняла 77-е место среди 100 величайших деятелей в истории Чехии.

## В культуре
- «В гербе львицы» — роман Алёны Врбовой (1977) и экранизация[чеш.] Людвика Ражи (1994)[1]
- «Здислава и утраченная реликвия» — роман Властимила Вондрушки[2]
- «Святая Здислава» — оратория композитора Милоша Бока